# クマネズミ

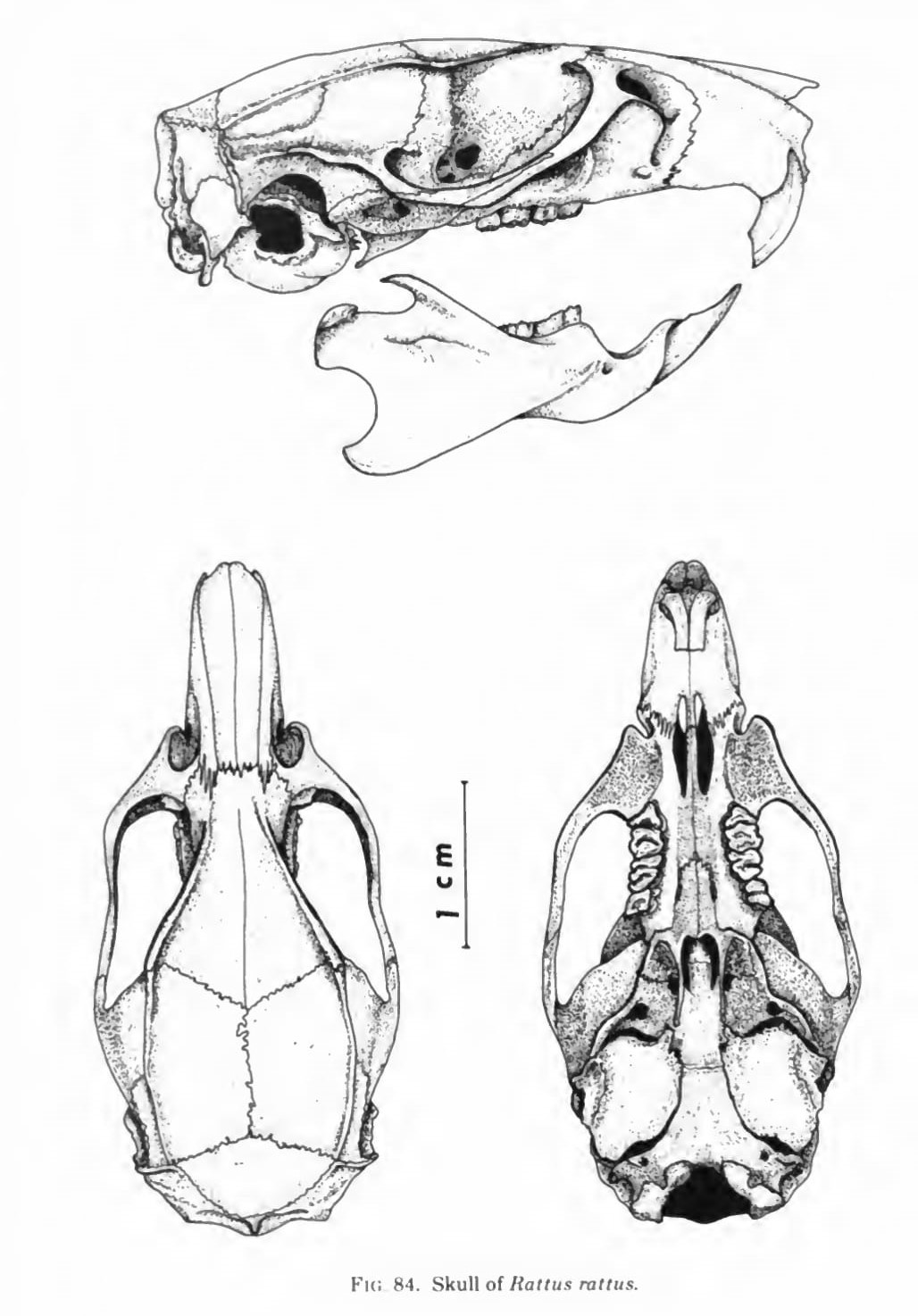
頭骨

クマネズミ（熊鼠、英: black rat、学名：Rattus rattus）は、 ネズミ目（齧歯類）・ネズミ科・クマネズミ属に属する大型のネズミの一種。同属のドブネズミ、小型のハツカネズミと並んで、人家やその周辺に棲息するネズミ類（家ネズミ）の一つ。江戸時代の日本ではクマネズミのことを「田ねずみ」と呼んでいた。
背中の毛が蒔絵筆に使われてきたと言われてきたが、こちらはドブネズミのものであった。
ヨーロッパやオセアニアの Rattus rattus とアジアの Rattus tanezumi を別種とする説もある。日本には主に Rattus tanezumi が分布するが、鹿児島県や父島では雑種が見つかっている。
同種とする場合は Rattus rattus が共通の学名となる。

## 分布
世界各地に棲む。東南アジアの森林地帯が原産で、暖かく比較的乾いた場所を好み、人間生活への随伴性を身につける前は、樹上生活が生活の中の重要な要素であったこともあり、高所への上り下りが得意。英名に Roof rat（屋根ネズミ）ともいうように、天井裏を騒々しく駆け回るのは、クマネズミである。近年、都会のビル街で増えている。一方、中央アジア原産のドブネズミは湿った場所を好み、高所との行き来がやや不得意なので、建物でも地下街に多い。
日本にも全域に棲息するが、日本へは2世紀頃にヒトとともにユーラシア大陸から渡ってきた史前帰化動物と考えられるとする説と、化石記録から中期更新世以降のヒトよりも早い年代に大陸から移入していた説が有る。また分子系統学分析結果から日本に分布する系統は大陸からの移入系統と、欧米の捕鯨中継基地となった小笠原経由の2系統がある。

## 形態
頭胴長146-240mm、尾長150-260mm、後足長22-40mm、体重150-200g。クマネズミの尾長は、頭胴長と同じか、それよりやや長い傾向がある（これに対して、ドブネズミは、尾長が頭胴長よりやや短い傾向がある）。背面は褐色ないし灰褐色で、腹面は淡黄褐色や黄色みを帯びた灰色または白色。
耳は比較的大きく、前に倒すと目が隠れる。これにより、ドブネズミ（耳が比較的小さく、前に倒しても目に達しない）と区別することができる。乳頭数は10-12。
染色体数は、ドブネズミと同じく 2n=42。
ただし、染色体、生化学的・形態的特徴から、オセアニア・ヨーロッパの R.rattus と、アジアの R.tanezumi に分けられるという見解がある。前者は染色体数 2n=38，後者は 2n=42 であるという。

## 生態

### 生息地
クマネズミの多くは建物内に棲むが、伊豆諸島、小笠原諸島、南西諸島では、畑の周辺や森林内などでも見られ、半樹上性生活をするものもあり、無人島にも分布する。
建物内で暮らすクマネズミは、ビルや天井裏など、比較的乾燥した高いところに生活する。高さと幅が10cmくらいの空間を好む傾向がある。手足の肉球に滑り止めとなるヒダがあって登攀力に優れ、電線や水道管なども巧みに渡ることができる。
小笠原諸島など温暖な島では昼間も見られる一方で、都会では夜間に活動する。「ネズミ道」と呼ばれる壁伝いの通路では、毛皮がこすりつけられるため、壁に黒または灰色のラットサインが残る。ネズミ道は、黒ずんでいるため、発見は容易である。

### 食性
雑食性で、種実類（穀物や果実、またはその加工品）が食物の過半量を占め、動物質は比較的少ない。動物の肉や魚介類はあまり好まないが、ゴキブリ、ガなど昆虫類は好んで食べる。水分補給のため、柔らかい茎や葉なども摂取する。

### ビルでの増殖
かつての日本家屋では、天井に営巣するクマネズミと、台所や下水道に穴居するドブネズミが、生活の場を棲み分けていた。ハツカネズミはもともと他の2種と比べると少ない。
その後、第二次世界大戦後の都市化とともに、地下街や下水道など湿った場所を好むドブネズミが勢力を伸ばしたが、1970年ごろから、高層建築物の建築ラッシュとともに、乾燥した高いところを好み登攀力に優れ、配管等を伝ってフロア間を自由に行き来することができるクマネズミが目立ち始めた。
東京都内での調査によると、ネズミ関連の相談件数で種の断定ができたものの9割以上がクマネズミであり、住宅の屋根裏などに住むネズミの殆どがクマネズミとなっており、都会の高層階でもクマネズミが大量発生している。
クマネズミは他のネズミと比較し、捕獲籠などへの警戒心を強く持っており、発見されても捕獲されにくく、駆除が困難である。殺鼠剤に対しても、もともと警戒心をもつ上に、食べたとしても薬剤耐性のある肝臓の毒代謝能力が高いために死ににくいもの（スーパーラット）が近年では多く現れており、これも増加の一因となっている。
ビル内は、1年中温度が一定に保たれているため、冬でも盛んに繁殖し、東京都区部では特に夏期に繁殖活動が上昇しており、主要都市を中心に、ビル内でクマネズミが増殖し続けている。ただし、例外的に北海道札幌市では衰退しつつあり、日本の他の都市と比べて、道路幅が広いことから都市の区画間の移動が阻まれ、近親交配で遺伝子交流が妨げられているのではないかという仮説が提唱されている。

### 薬剤抵抗性
1990年代には、殺鼠剤のワルファリンに耐性のある肝臓の毒代謝能力の高い「ワルファリン抵抗性ネズミ」が現れている。これらのほとんどはクマネズミであるが、クマネズミ以外のネズミにも同様の薬剤抵抗性を持つ個体が見られるようになり、総括して「スーパーラット」と呼ばれる。
スーパーラットにも効く殺鼠剤も研究され、急性毒であるリン化亜鉛やジフェチアロール配合の殺鼠剤がドラッグストアやホームセンターで市販されている。

### 生活環
妊娠期間は21-24日。胎児数は2-18子で、平均5.5子を産む。子は生後20日ほどで離乳し、12-16週で性成熟する。寿命は、野外で1-2年。

### 天敵
捕食者は、ネコ、カラス、イタチ、フクロウ、ノスリ、マムシ、シマヘビなど。

### 宿主
イエダニはクマネズミに多く寄生する。伊豆諸島ではツツガムシとペストノミの主要寄主、小笠原諸島や南西諸島では広東住血線虫の主要寄主である。
沖縄県の八重山諸島、沖縄本島や西表島では、病原性のレプトスピラの宿主であることが報告されている。

## 家ネズミ
野外に棲息するアカネズミ、ハタネズミなどの「野ネズミ」に対して、人家やその周辺に棲息するネズミ類を「家ネズミ」と呼ぶ。日本のネズミ類のうちでこれに当たるものは、ドブネズミ・クマネズミ・ハツカネズミの3種に限られる。